# Nordri, Sudri, Austri i Vestri
Norðri, Suðri, Austri i Vestri četiri su patuljka u nordijskoj mitologiji koji pridržavaju nebo otkako su ga bogovi načinili od lubanje diva Ymira. Spominju se u Gylfaginningu i u Proznoj Eddi. Kasnije ih se povezuje s dvergarima (dosl. „patuljcima”), strukturnim nosačima za glavnu gredu dvorana, koje su vjerojatno dobile ime po tome što se na krov gledalo kao na odraz neba u staronordijskomu poganstvu. 

## Etimologija
Imena Austrija, Vestrija, Norðrija i Suðrija različito su prevedena kao "Onaj na istoku, zapadu, sjeveru i jugu" te "Istok, zapad, sjever i jug". Imena potječu iz staronordijskih riječi austr, vestr, suðr i norðr, što znači istok, zapad, jug i sjever.